# پی دی
پی دی منطقه ای در گوشه شمال شرقی ایالت کارولینای جنوبی ایالات متحده است. این منطقه در امتداد حوضه پایینی رودخانه پی دی قرار دارد که به نام پی دی، یک قبیله بومی آمریکایی که به‌طور تاریخی در منطقه ساکن بوده‌اند، نامگذاری شده‌است.

## تاریخچه
این منطقه زادگاه بومیان آمریکایی پی دی بود، مردمی که در ابتدا این منطقه را به عنوان بخشی از فرهنگ می سی سی پی آپالاش جنوبی از حدود ۱۰۰۰ تا ۱۴۰۰ اشغال کردند و برخی از مراکز را به دلایل نامعلوم ترک کردند. امروزه، چندین سازمان غیرانتفاعی توسط کارولینای جنوبی به عنوان نوادگان پی دی تاریخی شناخته شده‌اند، از جمله دو قبیله به رسمیت شناخته شده توسط ایالت و یک گروه به رسمیت شناخته شده توسط ایالت. با این حال، هیچ‌یک از این سازمان‌ها از نظر فدرال به رسمیت شناخته نمی‌شوند.

## اقتصاد
بزرگ‌ترین شهر منطقه فلورانس است. این گراند استرند را در بر می‌گیرد که شامل سواحلی است که از مرز ایالت کارولینای شمالی تا خلیج وینیا در شهرستان جورج تاون در کارولینای جنوبی می‌گذرد. در ساحل، اقتصاد تحت سلطه گردشگری است و دارای سواحل، پارک‌های تفریحی، خرید، ماهیگیری و گلف است. این منطقه تا حدی به دلیل هزینه‌های پایین زندگی، آب و هوای معتدل و زمین‌های گلف زیاد، به یک مرکز بازنشستگی بزرگ در ایالات متحده تبدیل شده‌است. داخل کشور کمربندی است که شامل رودخانه‌ها، مرداب‌ها، خلیج‌های کارولینا، و ارتفاعات شنی است که جنگل‌داری غالب است. مزارع کاج و درختان طاس وجود دارد. بیشتر در داخل، در زمین‌های مرتفع، اما هنوز هم فقط اندکی تسکین، یک کمربند کشاورزی از کشت تنباکو، پنبه، سویا و محصولات است.

## تعریف منطقه ای
هیچ تعریف توافقی در مورد اینکه کدام یک از شهرستان‌های کارولینای جنوبی شامل این منطقه می‌شود وجود ندارد. نام این منطقه از رودخانه پی دی گرفته شده‌است. شهرستان‌های منطقه پی دی، به‌طور کامل یا جزئی، در حوضه آبخیز رودخانه واقع شده‌اند.

### همیشه گنجانده شده
- شهرستان چسترفیلد
- شهرستان دارلینگتون
- شهرستان دیلون
- شهرستان فلورانس
- شهرستان مارلبورو
- شهرستان ماریون

### معمولاً گنجانده شده
- شهرستان هوری
- شهرستان جورج تاون
- شهرستان ویلیامزبورگ

### به ندرت گنجانده شده
- شهرستان کلارندون
- شهرستان لی
- شهرستان سامتر

## سیاست
منطقه Pee Dee در طول دهه اول قرن بیست و یکم از نظر تاریخچه رأی‌گیری نسبتاً ثابت باقی مانده‌است. رای‌دهندگان این منطقه در چهار انتخابات ریاست جمهوری قبلی نزدیک بوده‌اند، اما به حزب جمهوری‌خواه متمایل شده‌اند. شیب منطقه در درجه اول به دلیل جمهوری خواهان متعدد ساکن در شهرستان هاری در امتداد سواحل اقیانوس اطلس است.
در سطح کنگره، این منطقه، از جمله شهرستان‌هایی که به ندرت شامل می‌شوند، در سه منطقه کنگره واقع شده‌اند. منطقه Pee Dee بیشتر در ناحیه هفتم کنگره کارولینای جنوبی قرار دارد.
ویلیامزبورگ، کلارندون، بخش‌هایی از سامتر و بخش‌هایی از شهرستان‌های فلورانس در ناحیه ششم با اکثریت اقلیت واقع شده‌اند. لی و بخش‌های باقی‌مانده شهرستان‌های سامتر در ناحیه ۵ واقع شده‌اند. ناحیه ۵ و ۶ به ترتیب توسط رالف نورمن جمهوری‌خواه و جیم کلیبرن دموکرات نمایندگی می‌شود.
ناحیه ۷ پس از سرشماری سال ۱۳۸۹ تأسیس شد. در انتخابات سال ۲۰۱۲، مولوینی و کلیبرن، رئیس‌جمهور فعلی، مجدداً در انتخابات پیروز شدند. تام رایس جمهوری‌خواه گلوریا تینوبو دموکرات هر دو از شهرستان هاری را با ۵۴٫۹ درصد به ۴۵٫۱ درصد شکست داد تا نماینده کرسی جدید مجلس نمایندگان کارولینای جنوبی باشد.

## شهرها

### شهرهای اولیه
(اعداد جمعیت از برآوردهای سرشماری سال ۲۰۱۰ است)
- فلورانس: ۳۷۰۵۶
- Myrtle Beach: 27,109

### شهرهایی با حداقل ۵۰۰۰ نفر جمعیت
- بنتسویل: ۹۴۲۵
- چرو: ۹۰۶۹
- کانوی: ۱۵۵۸۴
- دارلینگتون: ۶۷۲۰
- دیلون: ۶۳۱۶
- جورج تاون: ۸۹۵۰
- هارتسویل: ۷۵۵۶
- لیک سیتی: ۶۴۷۸
- ماریون: ۷۰۴۲
- ساحل مورتل شمالی: ۱۵۵۱۶

## آموزش عالی

### کالج‌های ۴ ساله
- دانشگاه کارولینای ساحلی - کانوی
- دانشگاه کوکر - هارتسویل
- دانشگاه فرانسیس ماریون - فلورانس

### کالج‌های ۲ ساله یا تخصصی
- کالج فنی فلورانس-دارلینگتون -فلورانس
- کالج فنی Horry-Georgetown - Conway
- دانشکده فنی شمال شرقی - چرو
- کالج فنی ویلیامزبورگ - کینگ استری
- دانشگاه وبستر - میرتل بیچ

## رسانه‌ها
این منطقه توسط چهار ایستگاه تلویزیونی پخش تجاری، WBTW CBS 13، WPDE ABC 15، WMBF NBC 32 و WFXB Fox 43، دو ایستگاه اول با استودیوهای دوقلو در فلورانس و میرتل بیچ، و همچنین دو ایستگاه تلویزیونی آموزشی، WHMC- ارائه می‌شود. تلویزیون، در کانوی، کارولینای جنوبی، و WJPM-TV در فلورانس، کارولینای جنوبی
روزنامه‌های روزانه شامل The Sun News of Myrtle Beach و The Morning News of Florence هستند. جورج تاون تایمز پنج بار در هفته منتشر می‌شود.

## بزرگراه‌های اصلی
- بین ایالتی ۲۰
- بین ایالتی ۹۵
- آینده بین ایالتی ۷۳
- بزرگراه ایالات متحده ۱
- بزرگراه ۱۵ ایالات متحده
- بزرگراه ۱۷ ایالات متحده
- بزرگراه ایالات متحده ۵۲
- بزرگراه ۷۶ ایالات متحده
- بزرگراه ایالات متحده ۳۰۱
- بزرگراه ایالات متحده ۳۷۸
- بزرگراه ایالات متحده ۴۰۱
- بزرگراه ایالات متحده ۵۰۱
- بزرگراه ایالات متحده ۵۲۱
- بزرگراه ایالات متحده ۷۰۱
- بزرگراه SC 22
- بزرگراه SC 31
- بزرگراه SC 9
- بزرگراه SC 38
- بزرگراه SC 41 و بزرگراه SC 41 ALT
- بزرگراه SC 51
- بزرگراه SC 145
- بزرگراه SC 151
- بزرگراه SC 177
- بزرگراه SC 261